# Europastraße 75
Die Europastraße 75 (kurz: E 75) ist eine von Nord nach Süd verlaufende Europastraße. Sie führt von Vardø in Norwegen durch Finnland, Polen, Tschechien, Slowakei, Ungarn, Serbien, Nordmazedonien bis Sitia auf Kreta in Griechenland. Sie ist 4340 Kilometer lang.

## Nationale Straßen
Sie folgt diesen nationalen Straßen:
- Staatsstraße 4 (Finnland)
- Autobahn A1 (Polen)
- Schnellstraße S1 (Polen)
- Landesstraße 1 (Polen)
- Schnellstraße S52 (Polen)
- Dálnice 48 (Tschechien)
- Silnice I/11 (Tschechien)
- Cesta I. triedy 11 (Slowakei)
- Diaľnica D3 (Slowakei)
- Diaľnica D1 (Slowakei)
- Diaľnica D2 (Slowakei)
- Autópálya M15 (Ungarn)
- Autópálya M1 (Ungarn)
- Autópálya M0 (Ungarn)
- Autópálya M5 (Ungarn)
- Autoput A1 (Serbien)
- Belgrader Ringautobahn (Serbien)
- Avtopat A1 (Nordmazedonien)
- Aftokinitodromos 1 (Griechenland)
- Aftokinitodromos 90 (Griechenland)

## Wichtige Orte an der E75
Vardø – Vadsø – Utsjoki – Ivalo – Sodankylä – Rovaniemi – Kemi – Oulu – Jyväskylä – Lahti – Helsinki – (Fähre) – Danzig – Świecie – Toruń – Krośniewice – Łódź – Piotrków Trybunalski – Częstochowa – Będzin – Katowice – Tychy – Bielsko-Biała – Český Těšín – Žilina – Trenčín – Trnava – Bratislava – Mosonmagyaróvár – Győr – Tatabánya – Budapest – Kecskemét – Szeged – Subotica – Novi Sad – Belgrad – Jagodina – Niš – Skopje – Veles – Gevgelija – Evzoni – Thessaloniki – Larisa – Lamia – Theben – Athen – (Fähre) – Chania – Rethymno – Gazi – Iraklio – Limenas Chersonisou – Malia – Agios Nikolaos – Sitia.

## Künstlerische Aufarbeitung
- 2016 Dokumentation durch den österreichischen Fotografen Otto Hainzl
- Erwähnung im Lied "Athen" auf dem gleichnamigen Album von Max Herre aus dem Jahr 2019.